# The Greeks Had a Word for It
The Greeks Had a Word for It è una commedia teatrale di Zoë Akins, rappresentata per la prima volta al Sam H. Harris Theatre di Broadway il 25 settembre 1930, iniziando regolarmente le repliche fino al maggio 1931 per un totale di 253 recite.
La commedia fu prodotta da William H. Harris, Jr. La sera della prima il cast era:
- Hardie Albright: Dey Emery
- Don Beddoe: Louis Small
- Jack Bennett: cameriere al Night Club
- Ernest Glendinning: Boris Feldman
- Dorothy Hall: Schatze
- Ethel Hamilton: Bellows
- Harold Heaton: Jones
- Helen Kingstead: la donna russa
- Muriel Kirkland: Polaire
- Gordon Stout: Stanton
- Verree Teasdale: Jean
- John Walpole: cameriere
- Frederic Worlock: Justin Emery

## Trama
La commedia si svolge a New York:
- Primo atto:
- Secondo atto:
- Terzo atto:

## Versioni cinematografiche
- The Greeks Had a Word for Them di Lowell Sherman con Joan Blondell, David Manners, Madge Evans, Ina Claire (1932)
- Three Blind Mice di William A. Seiter con Loretta Young, Joel McCrea, David Niven, Marjorie Weaver (1938)
- Appuntamento a Miami (Moon Over Miami) di Walter Lang con Don Ameche, Betty Grable, Carole Landis, Robert Cummings (1941)
- Come sposare un milionario (How to Marry a Millionaire) di Jean Negulesco con Lauren Bacall, Marilyn Monroe, Betty Grable (1953)

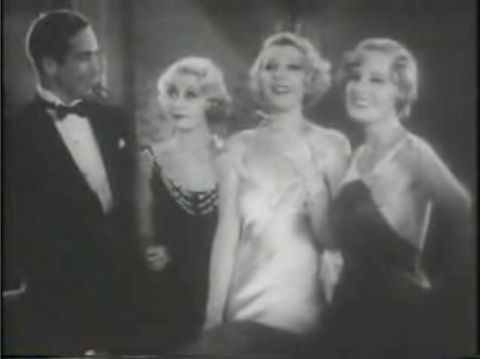
David Manners, Joan Blondell, Ina Claire, Madge Evans in The Greeks Had a Word for Them di Lowell Sherman (1932)
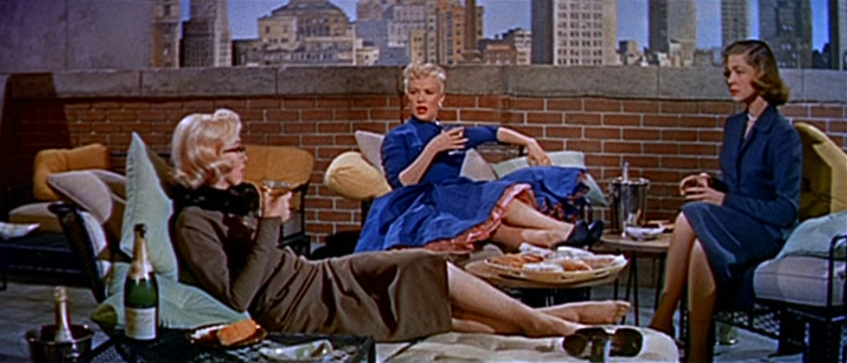
Marilyn Monroe, Betty Grable e Lauren Bacall in Come sposare un milionario (1953)